# Video4Linux
Video4Linux (v4l) — интерфейс прикладного программирования (API) аудио и видео захвата для операционных систем семейства Linux. Video4Linux тесно интегрируется с ядром Linux. Поддержка v4l появилась в конце цикла развития ядра Linux 2.1.X. Поддерживается большое количество веб-камер и видео устройств — плат видеозахвата, ТВ-тюнеров, плат приёма DVB.
V4L был назван по аналогии с Video For Windows (который иногда сокращённо называют «V4W»), но технически не связан с ним.

## V4L2
Вторая версия интерфейса была выпущена с целью исправления ошибок дизайна и впервые появилась в 2.5.Х ядрах Linux. Поддержка первой версии фреймворка закончилась в версии ядра 2.6.38. Video4Linux2 поддерживает режим совместимости для Video4Linux1 приложений, но практически, поддержка может быть неполной, и рекомендуется использовать V4L2 устройства в режиме V4L2.
В некоторых программах поддерживается обращение к Video4Linux2 по MRL (Media resource locator) v4l2://.

## Программы, поддерживающие V4L
- aMSN
- Ekiga
- EffecTV
- Flash Player начиная с версии 9.0.31.0 для Linux
- FreeJ
- GStreamer
- Guvcview
- kdetv
- LiquidSoap
- Motion (webcam software)[4]
- MPlayer
- MythTV
- Skype
- tvtime
- VidSplit
- VLC
- vloopbac
- xawtv
- Zapping
- ZoneMinder